# Щелкунчик и Мышиный король
«Щелкунчик и Мышиный король» (нем. Nußknacker und Mausekönig) — рождественская повесть-сказка Эрнста Теодора Амадея Гофмана, опубликованная в сборнике «Детские сказки» (Берлин, 1816) и включённая в книгу «Серапионовы братья» («Serapionsbrüder», 1819). Произведение было написано под влиянием общения автора с детьми своего товарища Юлиуса Гитцига; их имена — Фридрих и Клара — были изменены и главные герои «Щелкунчика» получили имена Мари и Фриц. По мотивам сказки был создан балет Петра Чайковского в двух актах на либретто Мариуса Петипа. Произведение было неоднократно экранизировано и стало основой для мультипликационных фильмов.

## Сюжет

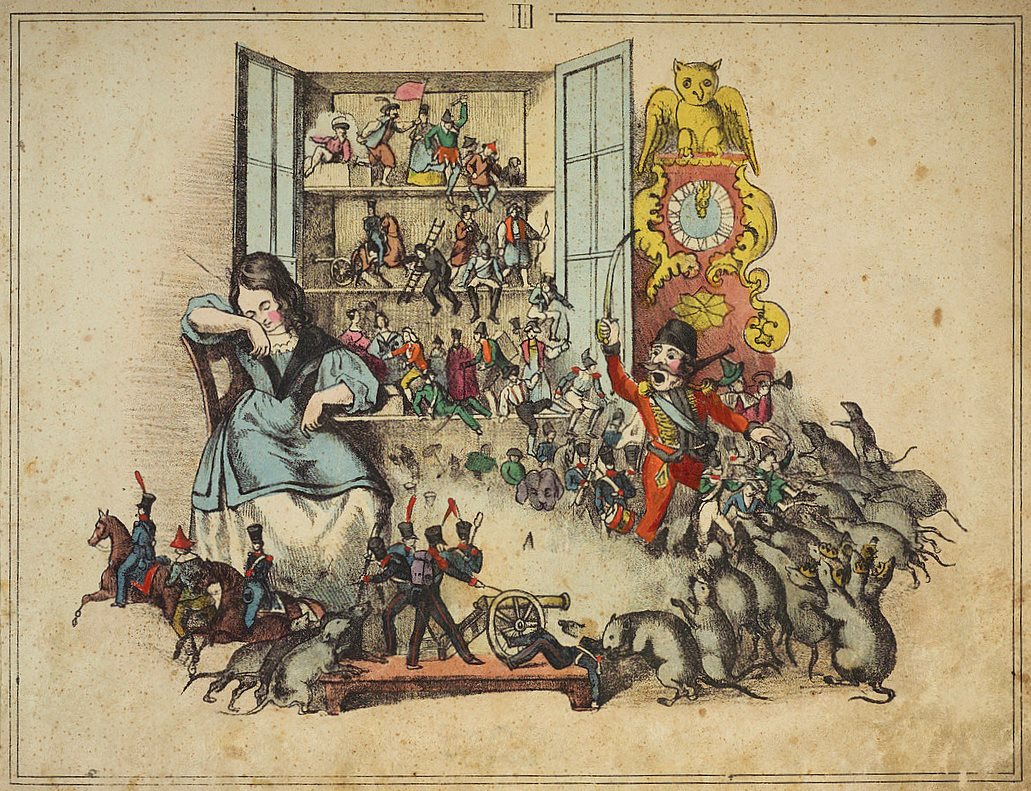
Петер Карл Гайсслер. Иллюстрация к сказке «Щелкунчик». 1840.

В сочельник Фриц и Мари — дети советника медицины Штальбаума — получают от родителей множество подарков: кукол, игрушечных гусар, деревянного коня, крошечную посуду, книжки с картинками. Крёстный Дроссельмейер преподносит им миниатюрный за́мок с золотыми башнями, по залам которого передвигаются дамы и кавалеры. Чуть позже происходит знакомство детей с ещё одной игрушкой — орехоколом, сделанном в виде маленького уродливого человечка по имени Щелкунчик.
Перед сном Мари задерживается возле шкафа, в который на ночь были убраны подарки, и оказывается свидетельницей битвы. Её ведут семиголовый Мышиный король, выбравшийся из-под пола со своим войском, и армия оживших кукол, возглавляемая Щелкунчиком. Девочка стремится защитить маленького человечка, однако чувствует боль в руке и падает на пол. Очнувшись в своей постели, она пытается поведать матери и доктору о ночном сражении, но те считают её повествование отголосками былой горячки. Навестивший Мари крёстный приносит отремонтированного Щелкунчика и рассказывает, что некогда тот был нюрнбергским племянником Дроссельмейера, юношей добрым и благородным. В крохотного уродца он превратился по воле королевы Мышильды. Щелкунчик может вернуть прежний облик, но для этого нужно, чтобы он победил Мышиного короля, а его самого полюбила Прекрасная Дама.
Ею становится Мари, которая, получив от Щелкунчика трофеи поверженного Мышиного короля и совершив с маленьким человечком путешествие в волшебную страну, влюбляется в неказистого героя. Родители не верят её воспоминаниям о приключениях и просят забыть эту невероятную историю, однако девочка постоянно думает о Щелкунчике. В финале сказки в доме Штальбаумов появляется молодой человек — племянник Дроссельмейера, который признаётся, что «перестал быть жалким Щелкунчиком». Мари становится его невестой, и на их свадьбе танцуют двадцать две тысячи нарядных кукол.

## История создания, публикации

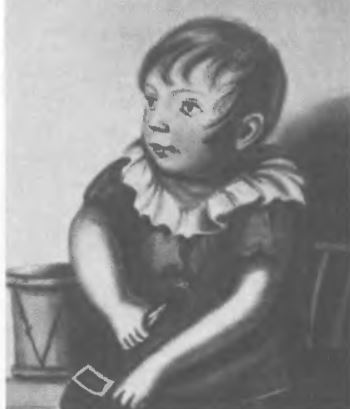
Фриц Гитциг. Рисунок Э. Т. А. Гофмана.

По данным исследователей, замысел «Щелкунчика» родился у Гофмана в ту пору, когда он придумывал и рассказывал сказки детям своего товарища (а впоследствии — биографа) Юлиуса Гитцига — Фрицу и Мари. Позже, записывая произведение, писатель перенёс в него имена и черты характера юных слушателей сказки. Непосредственная работа над историей о Щелкунчике осуществлялась в период с 29 октября по 16 ноября 1816 года. Затем рукопись была передана издателю Георгу Раймеру. Повесть была опубликована в первом томе «Детских сказок Карла-Вильгельма Саличе-Контессы, Фридриха де ла Мотт-Фуке и Э. Т. А. Гофмана», вышедшем в Берлине в канун Рождества. Известно, что 16 декабря того же года Гофман уже держал в руках только что поступившие из типографии четыре экземпляра книги, которая считается первым собранием детских романтических сказок в Германии. Три года спустя история про Щелкунчика и Мышиного короля была напечатана в сборнике «Серапионовы братья».
Как отмечал автор работ о немецких романтиках Рюдигер Сафранский, сказку про Щелкунчика и Мышиного короля с интересом встретили не только коллеги Гофмана, но и прусский военачальник Август Гнейзенау, которого впечатлили батальные сцены с участием мышиного войска и армии кукол. Гнейзенау, в частности, признал в одном из писем, что автор повести «очень хорошо изобразил грандиозное сражение, убедительно обусловив поражение Щелкунчика завоеванием батареи, неудачно расположенной у матушкиной скамеечки для ног».

## Художественные особенности

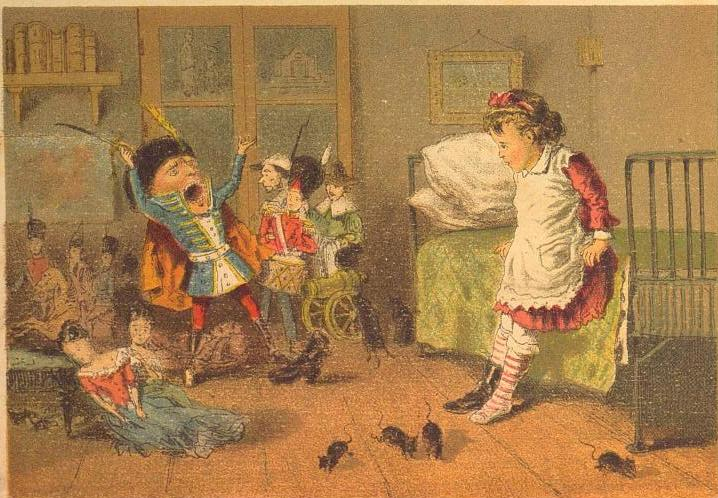
В. Е. Маковский. Иллюстрация к сказке «Щелкунчик». 1882.

Произведение состоит из обрамляющего действия (оно происходит исключительно в доме Штальбаумов) и внутренней сказки — в неё включены рассказанная крёстным история о превращении племянника Дроссельмейера в Щелкунчика, а также повествование о его дальнейших приключениях, участницей которых становится юная Мари. События, происходящие в обрамляющем действии и внутренней сказке, время от времени переплетаются: люди превращаются в кукол, игрушки принимают человеческий облик, два мира — фантазии и реальности — сближаются и комбинируются.
Главная героиня, погружённая в удивительные события, обладает способностью непринуждённо общаться с чудесным; при этом она отнюдь не наивна: как и её брат Фриц, девочка является вполне просвещённым ребёнком, знающим, к примеру, что рождественские подарки принесены в дом не «любимым святым Христом», а родителями и крёстным. Порой Мари сама замечает, насколько велико несоответствие между реальностью и её грёзами: «Ах, какая я глупая девочка, ну чего я напугалась и даже подумала, будто деревянная куколка может корчить гримасы!». Однако, оставшись наедине с собой, героиня вновь погружается в тот мир, где звучат песни феи и слышится шелест лимонадных струй в Марципановой роще.
Отдельного внимания исследователей удостоился крёстный детей — старший советник Дроссельмейер. Этого человека с морщинистым лицом и чёрным пластырем вместо правого глаза трудно назвать красавцем, но Фриц и Мари относятся к нему с большой теплотой. Не исключено, что крёстному — чудаку и искуснику — Гофман «передал» некоторые собственные черты. Подарок, который он приносит Фрицу и Мари на Рождество, несёт в себе особый смысл: Дроссельмейер мастерит для них сказочный замок с передвигающимися фигурками. Поначалу дети искренне радуются новой игрушке, но вскоре монотонное перемещение дам и кавалеров по заданному маршруту начинает их утомлять. Фриц и Мари просят крёстного дать обитателям замка больше свободы, но создатель игрушки отвечает, что «механизм сделан раз и навсегда, его не переделаешь». В этом эпизоде звучит актуальный для Гофмана мотив механизации жизни.

Живому восприятию ребёнка — а оно сродни восприятию поэта, художника — мир открыт во всех своих многообразных возможностях, в то время как для «серьезных», взрослых людей он «сделан раз и навсегда» и они, по выражению маленького Фрица, «заперты в доме»… Романтику Гофману реальная жизнь представляется тюрьмой, узилищем, откуда есть выход только в поэзию, в музыку, в сказку.

## Переводы в России
В России повышенный интерес к творчеству Гофмана возник уже после смерти писателя, в 1830-х годах, — в этот период его книги стали читать вслух в светских салонах и литературных кружках Петербурга и Москвы, различные издания стремились получить произведения немецкого романтика, причём публиковались они нередко на французском языке. Как писала мемуаристка Татьяна Пассек, «на серьёзных молодых людей того времени электрически действовал автор фантастических сказок Гофман». Первый перевод сказки сделал в 1835 году писатель Владимир Бурнашев под названием «Кукла господин Щелкушка», поместивший произведение в составленной им «Детской книжке». Спустя год свой перевод сделал Иван Безсомыкин — его перевод был остро раскритикован тогдашними критиками: очеркист Василий Боткин назвал его работу «убийством книги», а Виссарион Белинский и вовсе заявил: «Бедный Гофман! Безсомыкин исказил его „Серапионов“, так что теперь их нельзя вновь перевести…».
В 1840-х годах ажиотаж вокруг произведений Гофмана в российском литературном сообществе заметно снизился — это было в основном связано с утратой интереса к романтизму как таковому и повышенному вниманию читателей к набирающему силу реализму. Однако три десятилетия спустя, когда на повестке дня остро встал вопрос о детском чтении, гофмановская сказка вновь обратила на себя внимание переводчиков. Вышли в свет «Щелкун и Мышиный король» (А. Соколовский, 1873), «Сказка про Щелкуна и Мышиного царя» (Сергей Флёров, 1881) и другие. В течение нескольких десятилетий переводчики не могли прийти к согласию относительно названия сказки. Среди разновидностей, которые периодически появлялись в России, были — «Грызун орехов», «Щелкун», «Человечек-щелкушка». Окончательный вариант закрепился только в 1890-х годах, когда Пётр Ильич Чайковский представил зрителям балет «Щелкунчик», а писательница Зинаида Журавская употребила это слово в своей версии перевода.

## Мотивы «Щелкунчика» в сказках русских писателей

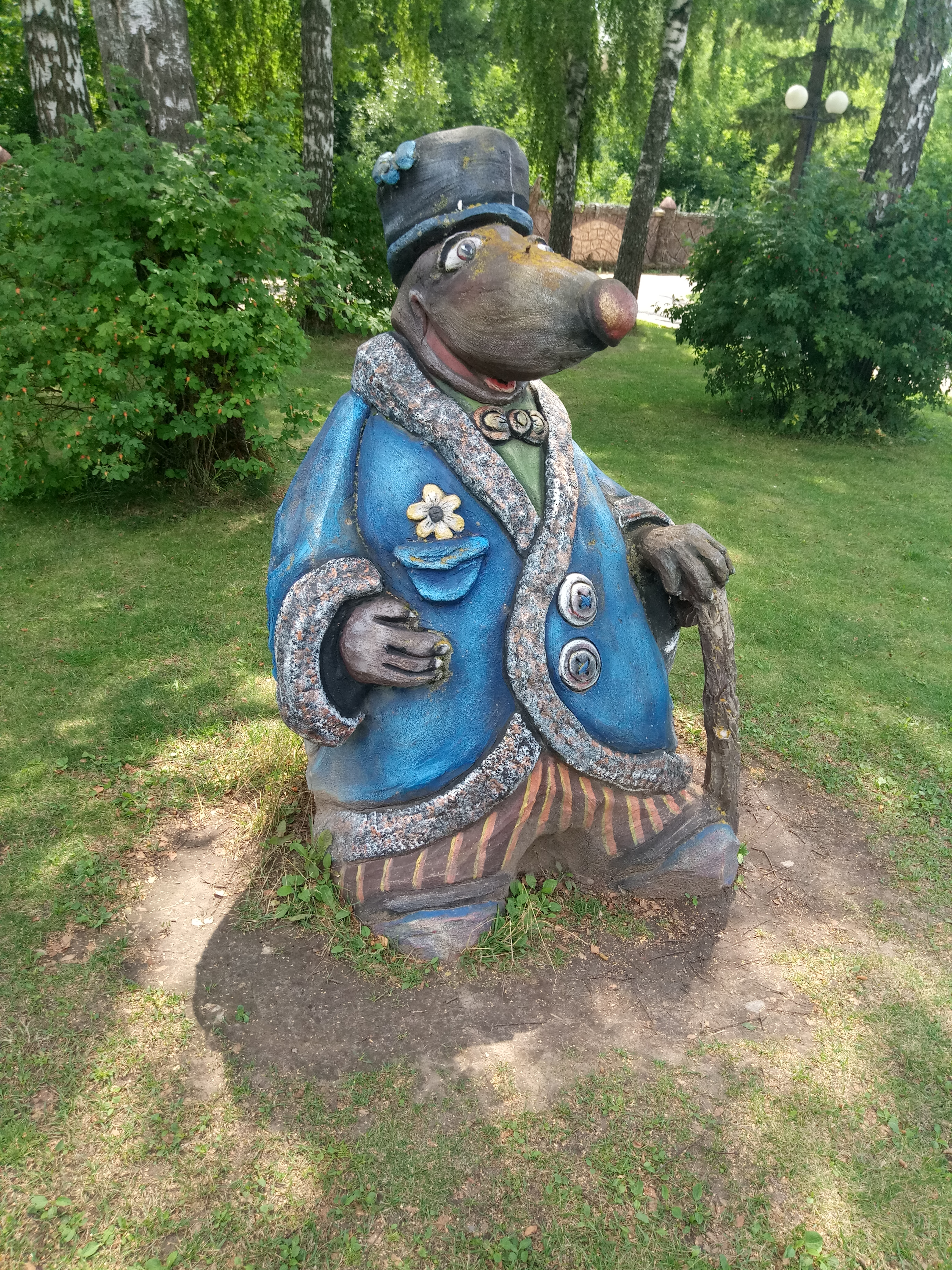
Мышиный король в парке Козельска.

В России XIX века одним из поклонников Гофмана был писатель Антоний Погорельский. Хорошо зная немецкий язык, он имел возможность знакомиться с сочинениями писателя-романтика в оригинале. Некоторые особенности творческого почерка Гофмана Погорельский перенёс в свои произведения — речь идёт прежде всего о «Чёрной курице, или Подземных жителях» (1829). Как и «Щелкунчик», волшебная повесть Погорельского является «сказкой о действительности», в которой совмещены грёзы и реальность, вымысел и подлинный мир. Литературоведы отмечают, что своеобразная перекличка между двумя произведениями начинается уже на этапе замысла: если Гофман придумал свою историю во время общения с Фридрихом и Кларой Гитцигами, то Погорельский сочинил её для своего племянника — будущего писателя и драматурга Алексея Константиновича Толстого.
Герои обеих сказок — Мари и Алёша — внутренне близки: отзывчивая немецкая девочка привязывается к маленькому неказистому Щелкунчику, а впечатлительный русский мальчик заботится о хохлатой курице Чернушке. И в той, и в другой повести границы между вымыслом и действительностью стёрты: Мари вместе со своим новым другом отправляется в путешествие по кукольному царству с Леденцовым лугом и Апельсиновым ручьём; Алёша попадает в подземное королевство, где живут маленькие человечки.
Разница между сюжетами заключается в том, что у гофмановской героини волшебство продолжается и после завершения истории о Щелкунчике (она становится женой племянника Дроссельмейера и вместе с ним отбывает в сказочную страну), тогда как Алёша воспринимает всё происходившее с ним как тяжёлый сон — после выздоровления мальчик возвращается в реальный мир.
Кроме того, определённые пересечения замечены литературоведами между «Щелкунчиком» и сказкой «Городок в табакерке» (1834), автор которой — Владимир Одоевский — также был большим приверженцем творчества Гофмана. В произведении Одоевского мальчик Миша, увидев удивительные картины в принесённой отцом музыкальной табакерке, спрашивает, можно ли ему войти в сказочный городок Динь-Динь. В «Щелкунчике» Фриц Штальбаум, наблюдая за игрушечными фигурками в красивом замке, обращается с аналогичной просьбой к Дроссельмейеру. В обоих случаях юные герои получают отказ, однако отношение авторов сказок к созданным ими ситуациям всё-таки разное: по Гофману, неживые механизмы лишают человека свободы, тогда как Одоевский считал, что дети в состоянии «понять жизнь машины как какого-то живого, индивидуального лица».

## Адаптации

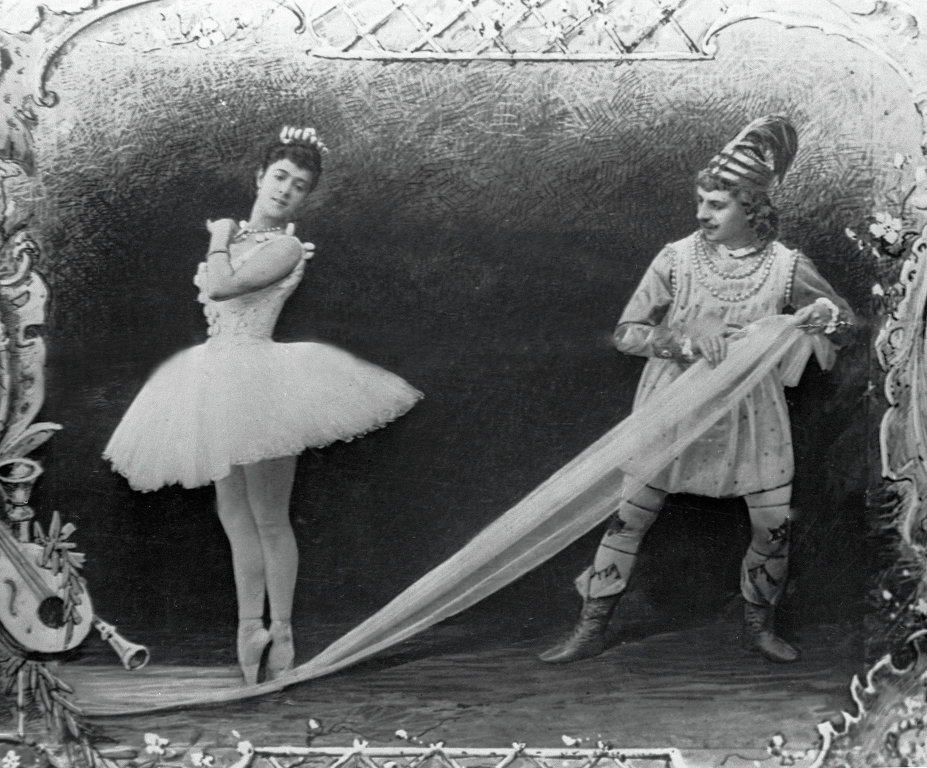
Премьера «Щелкунчика» в Мариинском театре. 1892.

В 1892 году зрителям был представлен балет Петра Ильича Чайковского «Щелкунчик», либретто к которому создал Мариус Петипа по мотивам произведения Гофмана и более позднего переложения сказки, сделанного Александром Дюма-отцом в 1844 году и получившего название «История Щелкунчика». Примечательно, что изначально балет должен был содержать революционные мотивы. Но из-за того, что постановка планировалась для Императорских театров, идею было решено оставить. Чайковский работал над «Щелкунчиком» как над поэмой о любви, юности и победе добрых сил, в которой основная тема была воплощена в отвлечённой, иносказательной форме. Премьера состоялась 6 декабря 1892 года в Мариинском театре, роль Щелкунчика исполнил Сергей Легат. С 1919 года балет вошёл в репертуар Большого театра, а с 1966-го начался отсчёт своеобразной традиции: каждый год 31 декабря на его сцене идёт «Щелкунчик».

Сказка о Добре и Справедливости нашла своё выражение в жанре лирико-характеристического балета, где классический танец чередуется с характерным танцем и пантомимой, где ещё большую роль играет симфонизация, насыщение танцевальной музыки подлинно симфоническими и оперными приёмами развития музыкальных образов, а содержание — внутренним психологизмом.

## Экранизации
| Год  | Название                                             | Режиссёр                                               | Примечания |
| ---- | ---------------------------------------------------- | ------------------------------------------------------ | --- |
| 1961 | Зачарованный Щелкунчик                               | —                                                      | Рождественский спецвыпуск, сделанный в формате мюзикла. Был показан единожды.                                                                                          |
| 1967 | Щелкунчик                                            | Галина Белинска                                        | В этом фильме Мастер Дроссельмейер и Э. Т. А. Гофман — один и тот же человек.                                                                                          |
| 1971 | Сказка о твердом орехе (мультфильм)                  | Анатолий Аляшев                                        | |
| 1973 | Щелкунчик (мультфильм)                               | Борис Степанцев                                        | Удостоен первой премии на международном кинофестивале детских и юношеских фильмов в Испании (1974).                                                                    |
| 1977 | Орех Кракатук                                        | Леонид Квинихидзе                                      | |
| 1979 | Фантазия Щелкунчика (мультфильм)                     | Такэо Накамура                                         | |
| 1982 | Щелкунчик                                            | Анвар Кавадри                                          | |
| 1986 | Щелкунчик (фильм-балет)                              | Кэррол Бэллард                                         | |
| 1988 | Заботливые мишки: Щелкунчик (мультфильм)             | Джозеф Шерман, Лора Шеперд                             | |
| 1990 | Принц Щелкунчик (мультфильм)                         | Пол Шибли                                              | |
| 1991 | Щелкунчик (мультфильм)                               | —                                                      | |
| 1993 | Щелкунчик (фильм-балет)                              | Эмиль Ардолино                                         | |
| 1993 | Балерина                                             | Александр Згуриди                                      | |
| 1995 | Щелкунчик (мультфильм)                               | Тосиюки Хирума, Такаси                                 | |
| 1999 | Щелкунчик — принц орехов (мультфильм)                | Харолд Харрис                                          | |
| 1999 | Щелкунчик и Мышиный король (мультфильм)              | Татьяна Ильина                                         | |
| 2001 | Барби и Щелкунчик (мультфильм)                       | Оуэн Херли                                             | |
| 2001 | Волшебное Рождество у Микки (мультфильм)             | Тони Крэйг, Робертс Ганнуэй                            | |
| 2004 | Щелкунчик (мультфильм)                               | Татьяна Ильина                                         | |
| 2007 | Том и Джерри: История о Щелкунчике (мультфильм)      | Спайк Брендт, Тони Сервон                              | |
| 2007 | Секрет Щелкунчика                                    | Эрик Тилль                                             | |
| 2009 | Наша Маша и волшебный орех (мультфильм)              | Егор Кончаловский, Роман Стариков, Владимир Толкачиков | |
| 2010 | Щелкунчик и Крысиный Король                          | Андрей Кончаловский                                    | |
| 2013 | Щелкунчик                                            | Адам Шенкман                                           | |
| 2015 | Волшебное королевство Щелкунчика (мультфильм)        | Эдуардо Шульдт                                         | |
| 2015 | Проклятие Клары: Рождественская История (мультфильм) | М. Р. Хорхейгер, Майк Валикветт                        | |
| 2015 | Щелкунчик и Мышиный король                           | Френк Стойе                                            | |
| 2018 | Щелкунчик и четыре королевства                       | Лассе Халльстрём, Джо Джонстон                         | |
| 2018 | Гофманиада (мультфильм)                              | Станислав Соколов                                      | Полнометражный кукольный мультфильм, основанный на биографии Гофмана и его сказках «Золотой горшок», «Песочный человек», «Крошка Цахес», «Щелкунчик и Мышиный король». |
| 2022 | Щелкунчик и волшебная флейта (мультфильм)            | Виктор Глухушин                                        | |